# Start-Up (Fernsehserie)
Start-Up (스타트업 Seutateueop) ist eine südkoreanische Fernsehserie mit Bae Suzy, Nam Joo-hyuk, Kim Seon-ho und Kang Han-na. Sie besteht aus 16 Episoden und wurde vom 17. Oktober bis zum 6. Dezember 2020 auf tvN ausgestrahlt. Sie kann auf Netflix gestreamt werden.

## Handlung
Start-Up spielt im fiktiven Silicon Valley in Südkorea, Sandbox, und erzählt die Geschichte von Menschen in der Welt der Startup-Unternehmen.

## Die Rollen

### Hauptrollen
- Bae Suzy als Seo Dal-mi (Heo Jung-eun als junge Seo Dal-mi)
- Nam Joo-hyuk als Nam Do-san (Kim Kang-hoon als junger Nam Do-san)
- Kim Seon-ho als Han Ji-pyeong (Nam Da-reum als junger Han Ji-pyeong)
- Kang Han-na als Won In-jae/Seo-In jae (Lee Re als junge Won In-jae)

### Nebenrollen

#### Familie von Seo Dal-mi und Won In-jae
- Kim Hae-sook als Choi Won-deok
- Song Seon-mi als Cha Ah-hyun
- Kim Joo-hun als Seo Chung-myung
- Um Hyo-sup als Won Doo-jung
- Moon Dong-hyeok als Won Sang-soo

#### Samsan Tech
- Yoo Su-bin als Lee Chul-san[1]
- Kim Do-wan als Kim Yong-san[2]
- Stephanie Lee als Jeong Sa-ha[3]

#### Familie von Nam Do-san
- Kim Hee-jung als Mutter von Do-san
- Kim Won-hae als Vater von Do-san
- Jang Se-hyun als Cousin von Do-san

#### Andere
- Seo Yi-sook als Yoon Seon-hak
- Kim Min-seok als Park Dong-chun
- Jasper Cho als Alex Kwon

## Einschaltquoten
| Folge        | Teil         | Ausstrahlungsdatum | Einschaltquote | Einschaltquote |
| Folge        | Teil         | Ausstrahlungsdatum | AGB Nielsen    | AGB Nielsen    |
| Folge        | Teil         | Ausstrahlungsdatum | landesweit     | Seoul          |
| ------------ | ------------ | ------------------ | -------------- | -------------- |
| 1            | 1            | 17. Oktober 2020   | 4,278 %        | 4,416 %        |
| 1            | 2            | 17. Oktober 2020   | 4,495 %        | 4,553 %        |
| 2            | 1            | 18. Oktober 2020   | 4,208 %        | 4,585 %        |
| 2            | 2            | 18. Oktober 2020   | 4,361 %        | 4,666 %        |
| 3            | 1            | 24. Oktober 2020   | 4,789 %        | 5,383 %        |
| 3            | 2            | 24. Oktober 2020   | 4,468 %        | 5,042 %        |
| 4            | 1            | 25. Oktober 2020   | 4,334 %        | 4,761 %        |
| 4            | 2            | 25. Oktober 2020   | 5,010 %        | 5,696 %        |
| 5            | 1            | 31. Oktober 2020   | 4,274 %        | 4,861 %        |
| 5            | 2            | 31. Oktober 2020   | 5,424 %        | 6,061 %        |
| 6            | 1            | 1. November 2020   | 4,136 %        | 4,257 %        |
| 6            | 2            | 1. November 2020   | 4,741 %        | 4,880 %        |
| 7            | 1            | 7. November 2020   | 4,521 %        | 5,227 %        |
| 7            | 2            | 7. November 2020   | 5,065 %        | 5,952 %        |
| 8            | 1            | 8. November 2020   | 3,821 %        | 4,113 %        |
| 8            | 2            | 8. November 2020   | 4,544 %        | 5,031 %        |
| 9            | 1            | 14. November 2020  | 4,879 %        | 5,718 %        |
| 9            | 2            | 14. November 2020  | 5,145 %        | 5,946 %        |
| 10           | 1            | 15. November 2020  | 3,954 %        | 4,433 %        |
| 10           | 2            | 15. November 2020  | 4,352 %        | 4,839 %        |
| 11           | 1            | 21. November 2020  | 4,130 %        | 4,582 %        |
| 11           | 2            | 21. November 2020  | 4,799 %        | 5,462 %        |
| 12           | 1            | 22. November 2020  | 4,270 %        | 4,814 %        |
| 12           | 2            | 22. November 2020  | 5,079 %        | 5,671 %        |
| 13           | 1            | 28. November 2020  | 4,666 %        | 5,278 %        |
| 13           | 2            | 28. November 2020  | 5,151 %        | 6,023 %        |
| 14           | 1            | 29. November 2020  | 4,573 %        | 5,041 %        |
| 14           | 2            | 29. November 2020  | 5,255 %        | 5,965 %        |
| 15           | 1            | 5. Dezember 2020   | 4,382 %        | 4,357 %        |
| 15           | 2            | 5. Dezember 2020   | 4,980 %        | 5,483 %        |
| 16           | 1            | 6. Dezember 2020   | 4,841 %        | 5,178 %        |
| 16           | 2            | 6. Dezember 2020   | 5,187 %        | 5,415 %        |
| Durchschnitt | Durchschnitt | Durchschnitt       | 4,628 %        | 5,115 %        |